# دایهاتسو تانتو اگزه
دایهاتسو تانتو اگزه (Daihatsu Tanto Exe) خودرویی است که از سال ۲۰۰۹ تا ۲۰۱۴ تولید شده‌است.
این خودرو در کلاس خودرو کی قرار گرفته، طراحی آن خودروهای موتور جلو-محور جلو و خودرو چهار چرخ محرک بوده طول آن در حالت طبیعی ۳٬۳۹۵ میلیمتر (۱۳۳٫۷ اینچ) است.
موتور آن ۶۵۹ سی‌سی سیستم جعبه‌دندهٔ آن به صورت خودکار است.